# Saison 2013-2014 des Bucks de Milwaukee
La saison 2013-2014 des Bucks de Milwaukee est la 46e saison au sein de la National Basketball Association (NBA). Ils ont terminé avec un bilan de 15 victoires pour 67 défaites, ce qui est leur pire bilan dans l'histoire de la franchise.

## Draft
| Tour | Choix | Joueur                | Poste | Nationalité | Provenance         |
| ---- | ----- | --------------------- | ----- | ----------- | ------------------ |
| 1    | 15    | Giánnis Antetokoúnmpo | PF    | Grèce       | Filathlitikos B.C. |

## Classements de la saison régulière
| Conférence Est | Conférence Est         | Conférence Est | Conférence Est | Conférence Est | Conférence Est | Conférence Est | Conférence Est |
| No             | Franchise              | Vic.           | Déf.           | MJ             | % V/D          | RV             |                |
| -------------- | ---------------------- | -------------- | -------------- | -------------- | -------------- | -------------- | -------------- |
| 1              | Pacers de l'Indiana    | 56             | 26             | 82             | 68,30 %        | -              |                |
| 2              | Heat de Miami          | 54             | 28             | 82             | 65,90 %        | 2,0            |                |
| 3              | Raptors de Toronto     | 48             | 34             | 82             | 58,50 %        | 8,0            |                |
| 4              | Bulls de Chicago       | 48             | 34             | 82             | 58,50 %        | 8,0            |                |
| 5              | Wizards de Washington  | 44             | 38             | 82             | 53,70 %        | 12,0           |                |
| 6              | Nets de Brooklyn       | 44             | 38             | 82             | 53,70 %        | 12,0           |                |
| 7              | Bobcats de Charlotte   | 43             | 39             | 82             | 52,40 %        | 13,0           |                |
| 8              | Hawks d'Atlanta        | 38             | 44             | 82             | 46,30 %        | 18,0           |                |
|                |                        |                |                |                |                |                |                |
| 9              | Knicks de New York     | 37             | 45             | 82             | 45,10 %        | 19,0           |                |
| 10             | Cavaliers de Cleveland | 33             | 49             | 82             | 40,20 %        | 23,0           |                |
| 11             | Pistons de Détroit     | 29             | 53             | 82             | 35,40 %        | 27,0           |                |
| 12             | Celtics de Boston      | 25             | 57             | 82             | 30,50 %        | 31,0           |                |
| 13             | Magic d'Orlando        | 23             | 59             | 82             | 28,00 %        | 33,0           |                |
| 14             | 76ers de Philadelphie  | 19             | 63             | 82             | 23,20 %        | 37,0           |                |
| 15             | Bucks de Milwaukee     | 15             | 67             | 82             | 18,30 %        | 41,0           |                |

| Division Centrale   | V  | D  | MJ | % V/D   | GB   | Dom   | Ext   | Div  | Conf  |
| ------------------- | -- | -- | -- | ------- | ---- | ----- | ----- | ---- | ----- |
| Pacers de l'Indiana | 56 | 26 | 82 | 68,30 % | -    | 35-6  | 21-20 | 12-4 | 38-14 |
| Bulls de Chicago    | 48 | 34 | 82 | 58,50 % | 8,0  | 27-14 | 21-20 | 11-5 | 35-17 |
| Cleveland Cavaliers | 33 | 49 | 82 | 40,20 % | 23,0 | 19-22 | 14-27 | 7-9  | 21-31 |
| Pistons de Détroit  | 29 | 53 | 82 | 35,40 % | 27,0 | 17-24 | 12-29 | 6-10 | 23-29 |
| Bucks de Milwaukee  | 15 | 67 | 82 | 18,30 % | 41,0 | 10-31 | 5-36  | 4-12 | 12-40 |

## Effectif
| Effectif des Bucks de Milwaukee 2013-2014 |
| --- |
| 00 O. J. Mayo • 5 Ekpe Udoh • 6 Nate Wolters • 7 Ersan İlyasova • 8 Larry Sanders • 9 Miroslav Raduljica • 10 Carlos Delfino • 11 Brandon Knight • 12 Jeff Adrien • 13 Ramon Sessions • 22 Khris Middleton • 27 Zaza Pachulia • 34 Giánnis AntetokoúnmpoEntraîneur : Larry Drew |

## Transactions

### Transferts
| 28 juin    | Vers Milwaukee BucksDroits sur Nate Wolters                            | Vers Philadelphia 76ersDroits sur Ricky Ledo Second tour de draft 2014 |
| 12 juillet | Vers Milwaukee BucksSecond tour de draft                               | Vers Sacramento KingsLuc Mbah a Moute                                  |
| 31 juillet | Vers Milwaukee BucksBrandon Knight Khris Middleton Vyacheslav Kravtsov | Vers Detroit PistonsBrandon Jennings                                   |
| 29 août    | Vers Milwaukee BucksCaron Butler                                       | Vers Phoenix SunsIsh Smith Vyacheslav Kravtsov                         |
| 20 février | Vers Milwaukee BucksJeff Adrien Ramon Sessions                         | Vers Charlotte BobcatsGary Neal Luke Ridnour                           |

### Résumé
| Arrivées Via draft - Giánnis Antetokoúnmpo Via transfert - Brandon Knight - Khris Middleton - Luke Ridnour - Caron Butler - Nate Wolters - Ramon Sessions - Jeff Adrien Via free agency - O. J. Mayo - Carlos Delfino - Gary Neal - Zaza Pachulia - Miroslav Raduljica | Départs Via transfert - Brandon Jennings - J. J. Redick - Luc Mbah a Moute - Ish Smith - Luke Ridnour - Gary Neal Via free agency - Monta Ellis - Gustavo Ayon - Samuel Dalembert - Marquis Daniels - Mike Dunleavy Jr. - Drew Gooden - Joel Przybilla |

### Agents libres
| Joueur             | Date de signature | Ancienne équipe   |
| O. J. Mayo         | 13 juillet        | Dallas Mavericks  |
| Carlos Delfino     | 17 juillet        | Houston Rockets   |
| Zaza Pachulia      | 17 juillet        | Atlanta Hawks     |
| Miroslav Raduljica | 26 juillet        | Efes Pilsen       |
| Gary Neal          | 30 juillet        | San Antonio Spurs |